# Villamar Towers
Les Villamar Towers sont trois gratte-ciel résidentiels en construction à Manama, Bahreïn :
- Tour A : 220 mètres pour 54 étages,
- Tour B : 137 mètres pour 43 étages,
- Tour C : 210 mètres pour 52 étages;